# Kunhardtia radiata
Kunhardtia radiata är en gräsväxtart som beskrevs av Bassett Maguire och Julian Alfred Steyermark. Kunhardtia radiata ingår i släktet Kunhardtia och familjen Rapateaceae. Inga underarter finns listade i Catalogue of Life.